# Eduardo Galvão
Eduardo Galvão (Rio de Janeiro, 19 de abril de 1962 — Rio de Janeiro, 7 de dezembro de 2020) foi um ator brasileiro. Participou do programa Caça Talentos, na Rede Globo, ao lado de Angélica.
Morreu na noite de 7 de dezembro de 2020, aos 58 anos, vítima da COVID-19.

## Carreira

### Televisão
Eduardo Galvão estreou nas novelas aos 27 anos como o jornalista Régis de Abreu de O Salvador da Pátria, em 1989. Seus papéis de maior destaque foram Paschoal Papagaio, em Despedida de Solteiro, em 1992, Mauro Botelho em A Viagem, em 1994 e Arthur Carneiro, na série Caça-Talentos, de 1996 a 1998.
| Ano       | Título                             | Papel                               | Nota                                              | Emissora          |
| --------- | ---------------------------------- | ----------------------------------- | ------------------------------------------------- | ----------------- |
| 2019      | Bom Sucesso                        | Dr. Machado A Viagem                | Rede Globo                                        |                   |
| 2017      | Apocalipse                         | Alan Gudman                         |                                                   | RecordTV          |
| 2016      | Sol Nascente                       | Caco (Motociclista)                 | Participação Especial                             | Rede Globo        |
| 2015      | Malhação: Seu Lugar no Mundo       | Jorge Almeida                       |                                                   | Rede Globo        |
| 2015      | Magnífica 70                       | Flávio Gonçalves                    |                                                   | HBO Brasil        |
| 2014      | Questão de Família                 | Jorge Fernandes                     |                                                   | GNT               |
| 2014      | Em Família                         | Pedro Paulo                         |                                                   | Rede Globo        |
| 2013      | Vai que Cola                       | Astolfo Gomide                      | Episódio: "Visita Política"                       | Rede Globo        |
| 2013      | Adorável Psicose                   | Eduardo                             | Episódios: "A Hannah Pobre" "A Prisão Domiciliar" | Multishow         |
| 2012      | Malhação: Intensa como a Vida      | Mário Costa                         |                                                   | Rede Globo        |
| 2012      | Dercy de Verdade                   | Walter Pinto                        |                                                   | Rede Globo        |
| 2011      | Insensato Coração                  | Wagner Peixoto                      |                                                   | Rede Globo        |
| 2010      | S.O.S. Emergência                  | Otávio                              | Episódio: "Pegar ou Largar"                       | Rede Globo        |
| 2009      | Uma Noite no Castelo               | Rei Áureo de Landinóvia             | Especial de fim de ano                            | Rede Globo        |
| 2008      | Toma Lá, Dá Cá                     | Douglas Sábato                      | Episódio: "A Grama do Vizinho"                    | Rede Globo        |
| 2007      | Dance Dance Dance                  | Lúcio Pimentel                      |                                                   | Rede Bandeirantes |
| 2007      | Paraíso Tropical                   | Urbano Monteiro                     |                                                   | Rede Globo        |
| 2007      | Amazônia, de Galvez a Chico Mendes | Joaquim Vítor                       |                                                   | Rede Globo        |
| 2006      | Avassaladoras: A Série             | Danilo                              |                                                   | RecordTV          |
| 2006      | Um Menino muito Maluquinho         | Pedro (Pai do Menino Maluquinho)    |                                                   | TVE Brasil        |
| 2005      | Casseta & Planeta, Urgente!        | Psiquiatra                          | Episódio: "19 de julho"                           | Rede Globo        |
| 2005      | Sob Nova Direção                   | Ricardo                             | Episódio: "Esqueci-me de Mim"                     | Rede Globo        |
| 2004      | Começar de Novo                    | Artur Rios (Paulo)                  |                                                   | Rede Globo        |
| 2004      | A Diarista                         | Sérgio                              | Episódio: "Parece, Mas Não é"                     | Rede Globo        |
| 2002      | O Beijo do Vampiro                 | Armando Bananeiras                  |                                                   | Rede Globo        |
| 2001      | O Clone                            | Alex                                |                                                   | Rede Globo        |
| 2001      | Os Normais                         | Estevão                             | Episódio: "De Volta ao Normal"                    | Rede Globo        |
| 2001      | Porto dos Milagres                 | Otacílio Ferraço                    |                                                   | Rede Globo        |
| 1999      | Mulher                             | Dr. André Maia                      | Temporada 2                                       | Rede Globo        |
| 1999      | O Belo e as Feras                  | Miguel                              | Episódio: "Mãe, Basta Uma"                        | Rede Globo        |
| 1999      | Chiquinha Gonzaga                  | Tenente Martim                      |                                                   | Rede Globo        |
| 1996-1998 | Caça Talentos                      | Arthur Carneiro                     |                                                   | Rede Globo        |
| 1996      | O Fim do Mundo                     | José Otávio (Dr. Otávio)            |                                                   | Rede Globo        |
| 1995      | As Pupilas do Senhor Reitor        | Fernão de Ribeira                   |                                                   | SBT               |
| 1994      | A Viagem                           | Mauro Botelho                       |                                                   | Rede Globo        |
| 1992      | Despedida de Solteiro              | Paschoal Cavini (Paschoal Papagaio) |                                                   | Rede Globo        |
| 1990      | Araponga                           | Felipe                              |                                                   | Rede Globo        |
| 1989      | O Salvador da Pátria               | Régis de Abreu                      |                                                   | Rede Globo        |

### Cinema
| Ano  | Título                                  | Personagem           |
| ---- | --------------------------------------- | -------------------- |
| 2021 | Um Tio Quase Perfeito 2                 | Gustavo              |
| 2019 | Nada a Perder 2                         | Monsenhor José Maria |
| 2018 | Nada a Perder                           | Monsenhor José Maria |
| 2017 | Um Tio Quase Perfeito                   | Gustavo              |
| 2016 | Em Nome da Lei                          | Elton                |
| 2015 | Turbulência                             | —                    |
| 2009 | Flordelis: Basta uma Palavra para Mudar | Carlos Werneck       |
| 2001 | Minha Vida em Suas Mãos                 | Roberto              |